# 庫曼丁人
庫曼丁人，是中亞突厥語民族，他們主要居住在俄羅斯聯邦的阿爾泰共和國。
根據1926年的人口普查，有6,335名庫曼丁人居住在俄羅斯境內。在2010年的人口普查中，該數字僅為2,892，但可能在1926年的人口普查中包括了一些相關民族。到1969年，生活在庫烏河下游、比亞河岸的一些庫曼丁人與俄羅斯人出現了混合。在2012年他們人口有2892人。

## 起源
根據烏克蘭歷史家普里查克的說法，庫曼丁一字來自庫曼人。然而庫曼丁人不同的部落有不同的起源神話。他們是由不同背景的人組成的聯盟:草原牧民(庫曼人)、北方針葉林獵人(楚瓦什人)、馴鹿牧民(涅涅茨人)，漁民(韃靼人)。他們有6個部落:Soo、Kubandy、Tastar、Diuty 、Chabash、Ton。
到17世紀時，庫曼丁人沿著恰雷什河生活(近鄂畢河交會處)，他們後來因不願向俄羅斯人繳交毛皮稅(牙薩克)所以遷往阿爾泰地區生活。俄羅斯人阿里斯托夫將他們與切爾干人和古突厥聯繫起來。
古突厥起源在北史中曾簡單提到:突厥之先，出于索国，在匈奴之北。這索國可能出自soo部落，以飼養和狩獵馴鹿作主要生計。

## 文化
庫曼丁人最初是獵人，住在針葉林中的動物對他們的生存至關重要。
庫曼丁人的傳統民居包括用樹皮和圓木製成的多邊形帳幕，並頂上圓錐形的樹皮屋頂(其他類型的住房還包括由樹皮或鱸魚製成的圓錐形帳幕)。
他們主要信仰東正教，但也有人信仰薩滿教、布爾罕教和遜尼派伊斯蘭教。